# Lepidopora biserialis
Lepidopora biserialis is een hydroïdpoliep uit de familie Stylasteridae. De poliep komt uit het geslacht Lepidopora. Lepidopora biserialis werd in 1986 voor het eerst wetenschappelijk beschreven door Cairns. 